# Duc Aymon
Pour les articles homonymes, voir Aymon.
Le Duc Aymon, prince d'Ardenne, Saxon d'origine, obtint de Charlemagne le gouvernement du pays dont Albi était la capitale, avec le titre de duc de Dordogne, et fut père des quatre preux romancés sous le nom des quatre fils Aymon.

## Source
Cet article comprend des extraits du Dictionnaire Bouillet. Il est possible de supprimer cette indication, si le texte reflète le savoir actuel sur ce thème, si les sources sont citées, s'il satisfait aux exigences linguistiques actuelles et s'il ne contient pas de propos qui vont à l'encontre des règles de neutralité de Wikipédia.